# مارجيت
مارجيت (بالإنجليزية: Margate)‏ هي مدينة ساحلية في ثانيت، كنت، إنجلترا، على بعد 15 ميل شمال شرق كانترببري.
كانت المدينة ميناءًا بحريًا مهمًا منذ العصور الوسطى، وكانت مرتبطة بدوفر كجزء من موانئ سينك في القرن الخامس عشر. أصبحت مكانًا شهيرًا لقضاء العطلات في القرن الثامن عشر، نظرًا لسهولة الوصول إليها عبر نهر التايمز، ولاحقًا مع وصول السكك الحديدية؛ تشمل المعالم الشهيرة الشواطئ الرملية ومدينة ملاهي دريم لاند. خلال أواخر القرن العشرين، تدهورت المدينة إلى جانب المنتجعات الساحلية البريطانية الأخرى.